# الحرجة (السدة)

تعديل مصدري - تعديل

الحرجة محلة تابعة لقرية الشعز، التابعة لعزلة وادي حجاج بمديرية السدة إحدى مديريات محافظة إب في الجمهورية اليمنية.، بلغ تعداد سكانها 84 حسب تعداد اليمن لعام 2004.